# 霍华德街隧道
霍华德街隧道（英語：Howard Street Tunnel）是美国马里兰州巴爾的摩的一条铁路隧道，全長1.4-英里（2.3-），位於巴爾的摩市中心的霍华德街地下，從1890年起施工，歷時四年半，在1895年完工，是巴爾的摩與俄亥俄鐵路路線中最長的隧道。隧道以鐵拱內襯磚塊。建成當時因為使用了電燈照明以及電力機車而被認為頗為創新。隧道內有一個地下月台供開往坎登車站的列車使用。霍华德街隧道被列入美國國家史蹟名錄。

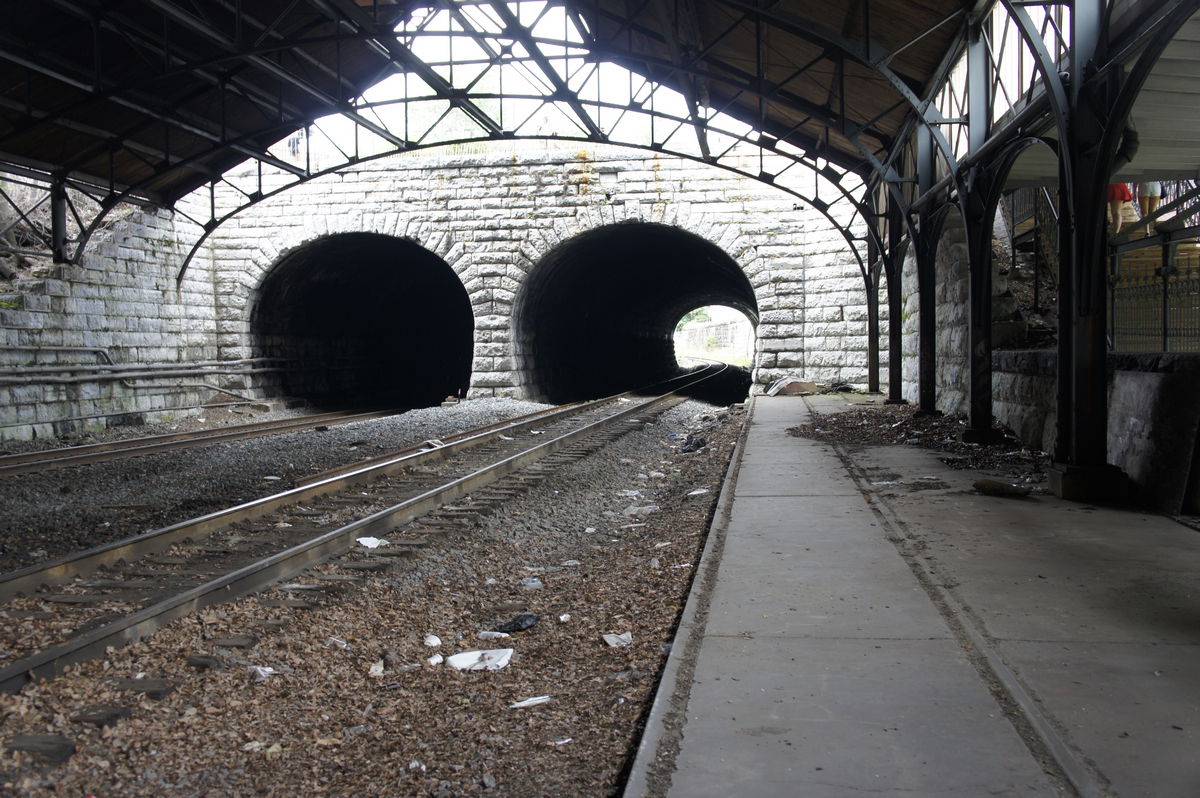
皇家山車站北端的隧道

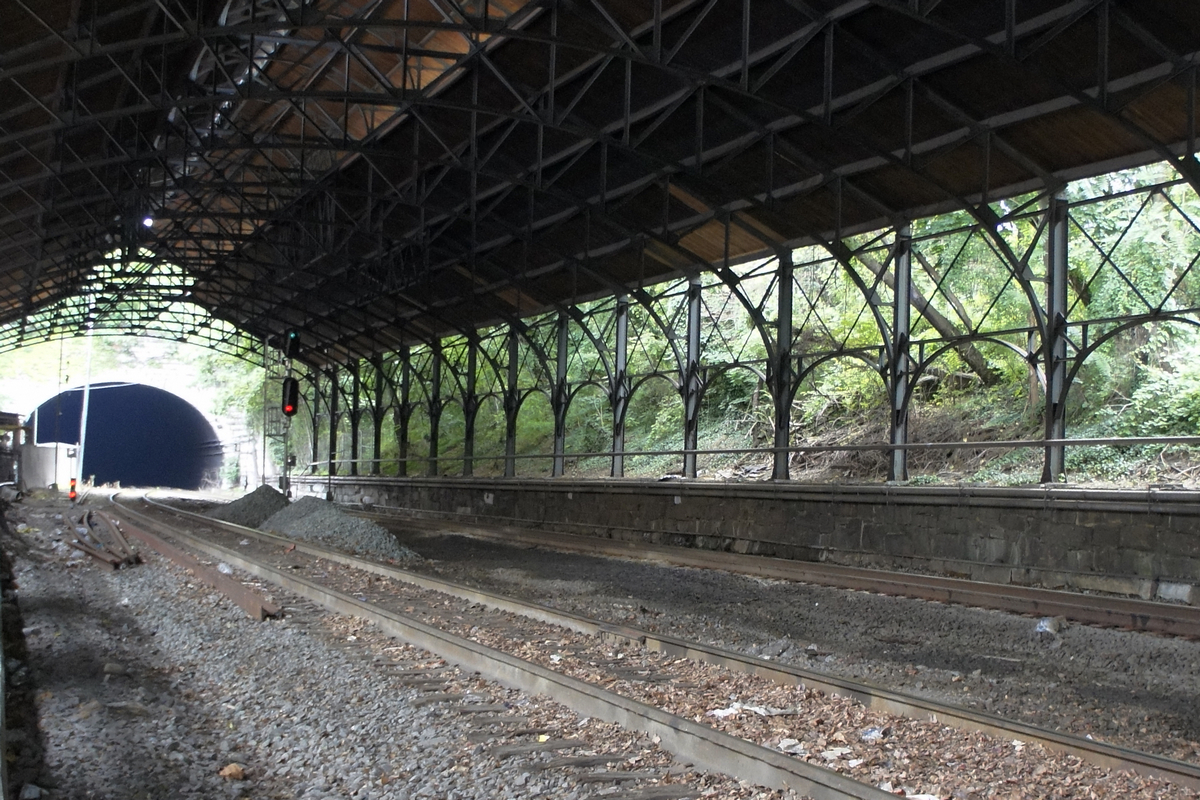
由皇家山車站所見霍华德街隧道北口

## 霍华德街隧道火災
2001年7月18日，一列有60節車廂的CSX運輸貨運列車在霍华德街隧道內出軌，引發火災，延燒六天之久，鐵路運輸更久之後才恢復。